# Святилище Конфуція
Мавзолей Конфуція (яп. 孔子廟, こうしびょう, косі-бьо; англ. Confucius Shrine) — храм Конфуція в Наґасакі, Японія. 

## Короткі відомості
Це один із небагатьох храмів, що були зведені китайцями закордоном. Сьогодні територія цього храму перебуває у власності посольства КНР в Токіо. 
Збудовано в 1893 китайцями, мешканцями Наґасакі, за підтримки династії Цін. Він використовувався як місце для проведення ритуалів та навчання китайської громади міста, поєднуючи в собі конфуціанський храм і початкову школу.
9 серпня 1945 будівля зазнала сильних пошкоджень під час атомного бомбардування Наґасакі.
У вересні 1967 храм відремонтували та відкрили для показу відвідувачам. Відновлювані роботи у храмі тривали до 1982.  
На терені знаходиться храм Конфуція, два сквери із 72 статуями його учнів по боках храму і Музей китайської історії позаду храму. У музеї предствалена стародавня історія Китаю, присутні колекції китайської скульптури, посуду, які присвячені шовковому шляху. Серед рідкісних експонатів цього музею — перший у світі китайський сейсмограф.